# آدم كوك الثالث
آدم كوك الثالث (بالإنجليزية: Adam Kok III) (و. 1811 – 1875 م)، كان زعيم شعب الغريكوا في جنوب أفريقيا.